# 7073 Rudbelia
A 7073 Rudbelia (ideiglenes jelöléssel 1972 RU1) a Naprendszer kisbolygóövében található aszteroida. Nyikolaj Sztyepanovics Csernih fedezte fel 1972. szeptember 11-én.